# الفرش (حرض)

تعديل مصدري - تعديل

الفرش هي إحدى قرى عزلة الشعاب بمديرية حرض التابعة لمحافظة حجة، بلغ تعداد سكانها 867 نسمة حسب تعداد اليمن لعام 2004.